# Atractodes cultus
Atractodes cultus là một loài tò vò trong họ Ichneumonidae.